# Long Thành Bắc
Long Thành Bắc là một phường thuộc thị xã Hòa Thành, tỉnh Tây Ninh, Việt Nam.

## Địa lý
Phường Long Thành Bắc nằm ở phía bắc thị xã Hòa Thành, có vị trí địa lý:
- Phía đông giáp xã Trường Hòa
- Phía tây giáp phường Long Hoa
- Phía nam giáp phường Long Thành Trung và xã Trường Tây
- Phía bắc giáp thành phố Tây Ninh và huyện Dương Minh Châu.

Phường Long Thành Bắc có diện tích 4,97 km², dân số năm 2019 là 18.255 người, mật độ dân số đạt 3.673 người/km².

## Hành chính
Phường Long Thành Bắc được chia thành 5 khu phố: Long Đại, Long Mỹ, Long Tân, Long Thời, Sân Cu.

## Lịch sử
Phường Long Thành Bắc trước đây là xã Long Thành Bắc thuộc huyện Hòa Thành, được thành lập vào năm 1979 trên cơ sở điều chỉnh một phần diện tích và dân số của xã Long Thành cũ, gồm các thôn: Long Tân, Long Thời, Long Mỹ và Long Đại.
Ngày 10 tháng 1 năm 2020, Ủy ban Thường vụ Quốc hội ban hành Nghị quyết số 865/NQ-UBTVQH14 (nghị quyết có hiệu lực từ ngày 1 tháng 2 năm 2020). Theo đó, thành lập phường Long Thành Bắc thuộc thị xã Hòa Thành trên cơ sở toàn bộ 4,97 km² diện tích tự nhiên và 18.255 người của xã Long Thành Bắc.